# Claoxylon tsaratananae
Claoxylon tsaratananae är en törelväxtart som beskrevs av Jacques Désiré Leandri. Claoxylon tsaratananae ingår i släktet Claoxylon och familjen törelväxter.
Artens utbredningsområde är Madagaskar. Inga underarter finns listade i Catalogue of Life.